# Marie Jules César Savigny
Marie Jules César Savigny (Provins in Frankrijk, 5 april 1777 – Versailles, 5 oktober 1851) was een Franse arts en natuuronderzoeker. Hij nam als onderzoeker deel aan de expeditie van Napoleon naar Egypte in 1798. Hij beschreef een groot aantal taxa van planten en dieren. Hij was een van de eersten die ontdekte dat de monddelen van insecten beschreven kunnen worden als geleidelijke ontwikkeling van de  gelede extremiteiten van geleedpotigen.

## Biografie
Zijn ouders heetten Jean-Jacques Lelorgne de Savigny en Françoise Josèphe de Barbaud. Hij was voorbestemd om priester te worden en kreeg daarvoor een opleiding in de klassieke talen, maar hij leerde ook iets over plantkunde en het gebruik van de microscoop. Hij kreeg daardoor in 1793 toegang tot een hogere medische opleiding (École de Santé) in Parijs. Aan het museum voor natuurlijke historie in die stad volgde hij colleges plantkunde. Hij trok de aandacht van vooraanstaande Franse natuuronderzoekers zoals Jean-Baptiste de Lamarck en Georges Cuvier. Cuvier stelde hem voor om samen met hem deel te nemen aan de expeditie van Napoleon naar Egypte. Savigny werd verantwoordelijk voor de bestudering van ongewervelde dieren en Étienne Geoffroy Saint-Hilaire nam de gewervelde dieren voor zijn rekening. Na beëindiging van de expeditie en de terugkeer naar Parijs in 1802 begon Savigny met het uitwerken van de collecties en het maken van manuscripten en tekenen van platen. In 1805 werd zijn Histoire naturelle et mythologique de l'ibis (over de biologische en mythologische betekenis van de ibis gepubliceerd.
Tussen 1816 en 1820 publiceerde hij een belangrijke studie over ongewervelde dieren. Hij vergeleek de monddelen van geleedpotigen zoals vlinders en kreeftachtigen (zoals degenkrabben). Hij ontdekte dat elk segment van geleedpotigen een paar extremiteiten had waaruit zich niet alleen de poten ontwikkelde, maar ook aanhangsels als monddelen. Dit inspireerde Étienne Geoffroy Saint-Hilaire tot zijn theorie over de bouw van dierlijke organismen, gebaseerd op een grondplan dat bestaat uit steeds dezelfde elementen die zich kunnen ontwikkelen tot lichaamsdelen die qua vorm en functie verschillen bij vergelijking tussen soortgroepen (homologie).
Savigny is de auteur van een groot aantal soorten algen, ongewervelde dieren, maar ook gewervelde dieren. Zo beschreef hij zes vogelgeslachten waaronder Pandion (visarend) en Haliaeetus (zee-arenden). Daarnaast zijn een groot aantal organismen zoals de zakpijp Ciona savignyi en de zee-egel Diadema savignyi naar hem vernoemd.
Omstreeks 1817 verslechterde zijn gezichtsvermogen door een zenuwaandoening en kon hij een aantal jaren niet meer werken. In 1824 woonde hij in Versailles waar hij tot aan zijn dood in 1851, vrijwel blind, een teruggetrokken leven leidde.
- Bibliothèque nationale de France: cb13170244c (data)
- Author citation (botany): Savigny
- Stuttgart Database of Scientific Illustrators 1450–1950: 5783
- Gemeinsame Normdatei: 117619663
- International Standard Name Identifier: 0000 0001 2132 9516
- Library of Congress Control Number: no00069467
- Nationale Bibliotheek van Letland: 000176903
- Nationale bibliotheek van Australië: 36539769
- Nationale Bibliotheek van Israël: 987007267538305171
- Nederlandse Thesaurus van Auteursnamen: 332781089
- Système universitaire de documentation: 035145064
- Museum of New Zealand Te Papa Tongarewa: 51125
- Trove: 1280732
- Virtual International Authority File: 51829073
- WorldCat: E39PBJbtqvfHvWh39G3Rf9rjG3